# 達恩利角 (南喬治亞島)
54°27′S 36°49′W / 54.450°S 36.817°W
達恩利角（英語：Cape Darnley），是南極洲的海岬，位於南喬治亞島中南岸，處於雅各布森灣東南面，名稱可追溯至1920年，該海岬現時由英國海外領土管轄。